# エスポラ級コルベット
エスポラ級コルベットは、アルゼンチン海軍のコルベットの艦級。西ドイツのブローム・ウント・フォス（B+V）社のMEKO 140型フリゲートの設計を採用しており、ジェーン海軍年鑑やアメリカ海軍協会（USNI）ではフリゲートとして類別している。

## 設計
本級は、ポルトガル海軍のジョアン・コーチニョ級コルベットを参考に、MEKO 360型フリゲートをスケールダウンした設計となっており、B+V社の呼称としてはMEKO 140 A16とされる。MEKO 360型と同様の中央船楼型船型やモジュール設計が踏襲されており、装備の換装・更新が容易になっている。ただしデッドスペースの発生が避けられないモジュール設計を適用するには船型過小であり、ベストセラーを多く輩出してきたMEKO型としては珍しく、本級以外には採用国は現れなかった。
主機としてはSEMT ピルスティク16PC2-5 V400ディーゼルエンジン2基を搭載し、5翼式のスクリュープロペラを駆動する方式とされた。電源としては、出力470キロボルトアンペアのディーゼル発電機3基を搭載した。行動用燃料として230トン、航空燃料5トン、清水70トンを搭載できる。なお小型の艦型で航空運用能力を確保するため、フィンスタビライザーを備えている。

## 装備
全艦がDAISY戦術情報処理装置を搭載するほか、5番艦は国産の指揮システムも搭載する。艦橋上の前檣にはWM-28火器管制レーダーが設置されており、これには目標捕捉機能も付加されている。またその前面には航法レーダーが設置された。一方、煙突の排気口間には背の低い後檣が設けられ、対空・対水上捜索用のDA-05が設置された。ソナーとしてはASO-4を搭載する。
船首甲板に62口径76mm単装速射砲（76mmコンパット砲）、また船首楼甲板前端部および船尾甲板に70口径40mm連装機銃を1基ずつ設置した。機銃方位盤として、後部上部構造物にLIROD射撃指揮装置が設置されており、2009年には国産技術によるアップデートが行われた。また必要に応じて12.7mm機銃が増備される。後部機銃の直前には、エグゾセMM38艦対艦ミサイル単装発射筒4基が設置されている。また船首楼甲板後部両舷には324mm3連装魚雷発射管（ILAS-3）が設置されており、A244S短魚雷を発射する。
船楼甲板後端部はヘリコプター甲板とされており、また後期建造分3隻では、上部構造物後端部に伸縮式の格納庫が追加されている。艦載機としては、リンクス哨戒ヘリコプターの運用も可能とされているが、実際にはアルエットIIIが搭載された。これは2010年に運用を終了しており、以後はAS.355MNフェニックが搭載されている。

## 同型艦

### 一覧表
| #    | 艦名                        | 起工       | 就役       |
| ---- | --------------------------- | ---------- | ---------- |
| P-41 | エスポラ ARA Espora         | 1980年3月  | 1985年7月  |
| P-42 | ロセール ARA Rosales        | 1981年1月  | 1986年11月 |
| P-43 | スピロ ARA Spiro            | 1982年4月  | 1987年11月 |
| P-44 | パーカー ARA Parker         | 1982年2月  | 1990年4月  |
| P-45 | ロビンソン ARA Robinson     | 1983年6月  | 2000年8月  |
| P-46 | ゴメス・ロカ ARA Gómez Roca | 1983年12月 | 2004年5月  |

### 運用史
発注は1979年8月1日に行われ、全艦がリオ・サンチアーゴ造船所で建造された。なお4番艦は、進水後の1986年10月2日に浸水事故を起こし、竣工の遅れにつながった。また1992年、最終2隻の艤装は中断され、そのまま廃棄処分とする予定とされた。しかし1997年5月8日、建造を再開する決定が下され、7月18日、工事再開の行事が開催された。その後、2000年と2004年に順次に就役した。
全艦がプエルト・ベルグラノ海軍基地を母港とし、第2フリゲート戦隊を編成している。通常は外洋哨戒・漁業監視にあたっているが、2・3番艦は1990年から1991年にかけてペルシャ湾に派遣された。